# 시리아군
시리아군은 시리아의 군대를 말한다. 시리아 육군, 시리아 해군, 시리아 공군, 시리아 방공군 등으로 구성되어 있으며, 시리아 헌법이 최고 법령이며, 시리아 대통령이 군통수권자이다.

## 무기

### 지대지 미사일
1990년대 초반, 조선민주주의인민공화국으로부터 사거리 500 km인 스커드C 미사일을 수입했다. 이후에 조선민주주의인민공화국과 이란에서 사거리 700 km인 스커드D 미사일을 수입했다. 이란산 스커드D인 샤하브 2호 320발을 수입하고, 북한산 스커드D인 화성 6호를 600발 이상 라이센스 생산했다. 북한의 단거리 고체연료 미사일인 KN-02 136발, 러시아의 최신식 단거리 핵미사일인 SS-26 86발을 수입했다. 수량은 미확인이지만 북한의 중거리 탄도 미사일인 노동 1호도 수입한 것으로 알려져 있다.
러시아의 유일한 해외 군사기지가 있는 시리아는 북한, 이란과 매우 가까우며, 동쪽으로는 이라크, 서쪽으로는 이스라엘 및 레바논과 접경해 있다. 사거리 200 km 정도의 지대지 미사일이면 이스라엘 전역을 공습할 수 있다.

## 같이 보기
- 자유 시리아군 - 반군이다.